# Coenonympha cockaynei
Coenonympha cockaynei är en fjärilsart som beskrevs av Hopkins 1955. Coenonympha cockaynei ingår i släktet Coenonympha och familjen praktfjärilar. Inga underarter finns listade i Catalogue of Life.